# Baeomycetaceae
Baeomycetaceae is een botanische naam voor een familie van korstmossen behorend tot de orde Baeomycetales.

## Geslachten
De familie bestaat uit de volgende zeven geslachten:
1. Ainoa
2. Anamylopsora
3. Baeomyces
4. Ducatina
5. Parainoa
6. Phyllobaeis
7. Saccomorpha